# Campylaspis rufa
Campylaspis rufa är en kräftdjursart som beskrevs av Hart 1930. Campylaspis rufa ingår i släktet Campylaspis och familjen Nannastacidae. Inga underarter finns listade i Catalogue of Life.